# Perdiendo el este
Perdiendo el este és una pel·lícula espanyola de comèdia dirigida per Paco Caballero i produïda por Warner Bros Espanya, Atresmedia Cine, Acosta Producciones i Aporte Producciones estrenada el 15 de febrer de 2019. Es tracta d'una seqüela directa de Perdiendo el norte de 2015 i ambientada a la ciutat xinesa de Hong Kong. El film està protagonitzat pels actors Javier Cámara, Fele Martínez, Carmen Machi, Malena Alterio, Julián López, Miki Esparbé i Leo Harlem i narra la història de Braulio, un jove universitari que es muda de Berlín juntament amb els seus amics, a la puixant Hong Kong per a aconseguir un càrrec en la Universitat de Hong Kong on amb dificultats per a parlar xinès i amb la seva targeta a punt de caducar, buscarà la manera de quedar-se al país.

## Argument
La pel·lícula és una comèdia que es desenvolupa a la Xina. El país exòtic de cultura mil·lenària i que s'ha convertit en un país modern i puixant s'ha convertit en una nova gran ciutat on tot és possible. És per això que milers de joves en el món decideixen fer les seves maletes i posar rumb fins a aquest país disposats a conquistar l'Orient Mitjà. Braulio (Julián López) després de les seves desventures a Berlín, es muda a Hong Kong juntament amb Rafa (Miki Esparbé) i Hakan (Younes Bachir) a la recerca de noves oportunitats. No obstant això, no és fàcil triomfar en una terra on l'idioma, la cultura i uns costums són molt diferents a les d'Europa. Tracta sobre les noves aventures d'una generació perduda a la recerca de la fortuna pel gran país asiàtic. Però, en la seva cerca els tres integrants es trobaran més perduts que mai. Per a Braulio la seva experiència a la Xina serà un calvari fins que de manera casual es creui en la seva vida Xiao (Chacha Huang), una noia diferent i moderna amb expectatives de futur. Tots dos es donaran suport mútuament per aconseguir les seves metes: la jove li usarà per a espantar als pretendents que li busca el seu pare, mentre ell intentarà casar-se amb ella per a obtenir la residència. L'amor els enxamparà per sorpresa i alguna cosa canviarà en les seves vides.

## Repartiment
- Julián López: Braulio Huete Jimenno
- Miki Esparbé: Rafa
- Javier Cámara: Próspero Cifuentes
- Carmen Machi: Benigna Marín
- Younes Bachir: Hakan Akman
- Leo Harlem: Emilio Huete
- Edu Soto: Curro
- Silvia Alonso: Raquel
- Malena Alterio: Marisol
- Tom So: Sr. Liu
- Chacha Huang: Xiao
- Marcos Zhang: Ming
- Malena Gutiérrez: Veïna Milagros
- Fele Martínez: Fonseca
- Mario Garcés: Traumatòleg

## Crítiques
Jordi Costa, crític cultural d'El País, afirma que el resultat de la fusió de la trama còmica i la romàntica i del protagonisme de Julián López, no obstant això, el veritable taló d'Aquil·les és l'humor visual rodat amb una desgana. Al diari El Mundo, Alberto Luchini conta que es tracta d'un clon de Perdiendo el norte on la comicitat es basa en contrastos culturals i confusions lingüístiques. Beatriz Martínez Sordo a El Periódico de Catalunya fa una dura crítica al cansament de la fórmula antiquada des del moment de la seva concepció, no retreu res a l'elenc d'actors sol a l'argument de la pel·lícula. Carlos Marañón també critica la saga a Cinemanía qui centra el lliurament en una falta d'humor basat en l'equívoc cultural i la broma verbal qui compara amb la pel·lícula Fuga de cerebros a diferència d'amb el seu original.

## Nominacions
Fou nominada al Goya als millors efectes especials.

## Referència
1. ↑  AleLeo. «Paco Caballero dirige 'Perdiendo el Este', continuación de la saga 'Perdiendo el Norte'» (en castellà), 19-01-2018. [Consulta: 4 abril 2019].
2. ↑  , <https://www.filmaffinity.com/es/film162278.html>
3. ↑  , <http://www.sensacine.com/peliculas/pelicula-253257/>
4. ↑  Ocio, Guía del. «Perdiendo el este» (en espanyol europeu). Arxivat de l'original el 2021-01-18. [Consulta: 12 abril 2019].
5. ↑  Costa, Jordi «Crítica | Vente a Hong Kong, Braulio» (en castellà). , 15-02-2019 [Consulta: 12 abril 2019].
6. ↑  «Perdiendo el Este: un cuento chino» (en castellà), 14-02-2019. [Consulta: 12 abril 2019].
7. ↑  Martínez, Beatriz. «CRÍTICA | 'Perdiendo el Este': La comedia, sin rumbo, por Beatriz Martínez» (en castellà), 14-02-2019. [Consulta: 12 abril 2019].
8. ↑  Marañón, Carlos. «Perdiendo el Este» (en espanyol europeu), 03-02-2019. [Consulta: 12 abril 2019].
9. ↑  Perdiendo el este, al web dels Premis Goya